# Pacayalito Dos
Pacayalito Dos är en ort i Mexiko.   Den ligger i kommunen Tapachula och delstaten Chiapas, i den sydöstra delen av landet, 900 km sydost om huvudstaden Mexico City. Pacayalito Dos ligger 83 meter över havet och antalet invånare är 646.
Terrängen runt Pacayalito Dos är lite kuperad. Runt Pacayalito Dos är det ganska tätbefolkat, med 239 invånare per kvadratkilometer. Närmaste större samhälle är Tapachula, 7,3 km öster om Pacayalito Dos. Trakten runt Pacayalito Dos består till största delen av jordbruksmark.